# بخش مورگان (شهرستان گالیا، اوهایو)
بخش مورگان (به انگلیسی: Morgan Township) یک منطقهٔ مسکونی در ایالات متحده آمریکا است که در شهرستان گالیا، اوهایو واقع شده‌است.
 بخش مورگان ۸۰٫۳ کیلومتر مربع مساحت و ۱٬۴۰۴ نفر جمعیت دارد و ۲۱۷ متر بالاتر از سطح دریا واقع شده‌است.